# Нетикса Адольф (Іоанн) Адольфович
Адо́льф (Іоа́нн) Адо́льфович Нети́кса (24 жовтня 1862, Богуслав — після 1915) — український архітектор, громадський діяч та редактор, один з майстрів стилю модерн.

## Життєпис
Закінчив ремісниче училище у Лодзі. 1883—1889 роках навчався у Московському училищі живопису, скульптури та архітектури, по закінченню отримав звання некласного художника архітектури та Малою срібною медаллю. Близько 6-ти років працював в Казанському окрузі водних шляхів сполучення. 1893 року став членом Московського архітектурного товариства, де у 1900-х роках працював бібліотекарем. 1890—1892 роках був редактором «Архітектурного вісника», «Записок МАО», випускав «Художню збірку робіт російських архітекторів та цивільних інженерів». У 1914—1915 роках займався питаннями створення нових волокнистих будівельних матеріалів. Доля архітектора після 1915 року невідома.
На думку мистецтвознавця Марії Володимирівни Нащокіної, серед нечисленних робіт зодчого виділяється створений в стилі модерн прибутковий будинок І. А. Шагуріна. Стилістика будівлі близька франко-бельгійському ар-нуво та «в подібній редакції більш в Москві не зустрічається».

## Будівлі
- Дзвіниця церкви Різдва Іоанна Предтечі, спільно збудована з архітекторами Михайлом Яковичем Кульчицьким та Михайлом Івановичем Ловцовим (1895), знаходиться у давньому урочищі Іванова гора, що поблизу сучасного села Пролетарський (Московська область)[3][4].
- Каплиця при Російсько-французькій фабриці (1902, с. Павлово)[5];
- Прибуткові будинки — І. А. Шагуріна (1903) та С. Г. Слєпньова (1905) у Москві;
- Корпуси фабрики «Віскоза» (1910, станція Митищі).